# Besonderes Verhandlungsgremium
Das Besondere Verhandlungsgremium (BVG) ist bei Gründung einer Europäischen Gesellschaft (Societas Europaea, SE) zu bilden und hat die Aufgabe, mit den Leitungen eine schriftliche Vereinbarung über die Beteiligung der Arbeitnehmer in der SE abzuschließen. Eine SE kann erst in das Handelsregister eingetragen werden, wenn das vorgesehene Verfahren zur Beteiligung der Arbeitnehmer durchgeführt worden ist. Eine Umgehung ist möglich durch Gründung einer SE ohne Mitarbeiter (oder Kauf einer solchen Vorrats-SE) und anschließende Verschmelzung der bestehenden Gesellschaft auf die Vorrats-SE; in einem solchen Fall hat die Beteiligung im Nachgang zu erfolgen.

## Allgemeines
Aufgrund der Vielfalt der nationalen Regelungen zur Mitbestimmung der Arbeitnehmerseite in der Europäischen Union gibt es für die SE kein einheitliches europäisches Regelungswerk. Stattdessen sieht die Gesetzgebung eine jeweils individuell auszuhandelnde Vereinbarung zwischen den Leitungen und der Arbeitnehmerseite hinsichtlich der Mitbestimmungsregelungen der zu gründenden SE vor. Vorgeschrieben ist hierbei die Bildung eines Besonderen Verhandlungsgremiums, das auf schriftliche Aufforderung der Leitungen zu bilden ist und über eine Vereinbarung hinsichtlich der Mitbestimmung der Arbeitnehmer verhandelt.
Zur Zusammenstellung des BVG gilt eine Frist von 10 Wochen. Konnte nach Ablauf dieser Frist das BVG noch nicht vollständig gebildet werden und hat die Arbeitnehmerseite die Verzögerungen zur Zusammenstellung des BVG zu verantworten, finden die Verhandlungen dennoch statt.
Für die Verhandlungen selbst zwischen den Leitungen und dem BVG gilt eine Frist von 6 Monaten.

## Sitzverteilung
Ausgangspunkt der Gründung einer SE ist die Geschäftstätigkeit in mindestens zwei Mitgliedstaaten. Um eine ausreichende Repräsentation der Beschäftigten zu gewährleisten, muss daher jedes Land, in dem die beteiligten Gesellschaften Arbeitnehmer beschäftigen, mit mindestens einem Vertreter vertreten sein.
Nach der Gesetzgebung ist die Besetzung jedes dritten und siebten Sitzes zu beachten. Gehören dem BVG bereits zwei Mitglieder aus dem Inland an, ist jedes dritte Mitglied ein Vertreter einer in den beteiligten Unternehmen vertretenen Gewerkschaft. Gehören dem BVG mehr als sechs Mitglieder aus dem Inland an, ist mindestens jedes siebte Mitglied ein leitender Angestellter.

## Beschlussfassung
Für die Beschlussfassung zwischen den Unternehmensleitungen und dem BVG im Zuge der Verhandlungen ergeben sich 3 Möglichkeiten:
- Zwei Drittel der Mitglieder des BVG lehnen die Verhandlungen ab. In diesem Fall findet die Regelung zum Europäischen Betriebsrat Anwendung, eine Registrierung der SE ist sofort möglich. Hierzu muss die zustimmende Mehrheit des BVG jedoch zwei Drittel der Arbeitnehmer vertreten und mindestens 2 Länder repräsentieren. Zusätzlich steht diese Möglichkeit beim Gründungsfall der Umwandlung nicht offen, falls in der umzuwandelnden Gesellschaft bereits Mitbestimmung besteht.
- Eine individuelle Vereinbarung wird zwischen den Leitungen und dem BVG ausgehandelt. Das BVG muss hierzu mit absoluter Mehrheit zustimmen. Bei einer Minderung der Mitbestimmungsrechte ist eine 2/3-Mehrheit des BVG, die mindestens 2 Mitgliedstaaten vertreten, erforderlich, im Detail:
  - Verschmelzung: wenn sich die Mitbestimmung auf mindestens 25 % der Arbeitnehmer erstreckt
  - Holding-SE, Tochter-SE: wenn sich die Mitbestimmung auf mindestens 50 % der Arbeitnehmer erstreckt
- Nach Ablauf der Verhandlungsfrist von 6 Monaten wurde kein Ergebnis erzielt. Wenn die zuständigen Organe der beteiligten Gesellschaften zustimmen, kommt die Konstellation der sog. Auffangregelung zur Regelung der Mitbestimmung zur Anwendung.
  - Im Detail findet die Auffangregelung nur Anwendung, wenn
    - Umwandlung: bereits Mitbestimmungsrechte bestehen
    - Verschmelzung: bereits Mitbestimmungsrechte bestehen und sich auf mindestens 25 % der Arbeitnehmer erstrecken oder bereits Mitbestimmungsrechte bestehen, sich auf weniger als 25 % der Arbeitnehmer erstrecken und das BVG einen entsprechenden Beschluss fasst
(es sei denn: Opting Out für Fusion)
    - Holding-SE, Tochter-SE: bereits Mitbestimmungsrechte bestehen und sich auf mindestens 50 % der Arbeitnehmer erstrecken oder bereits Mitbestimmungsrechte bestehen, sich auf weniger als 50 % der Arbeitnehmer erstrecken und das BVG einen entsprechenden Beschluss fasst